# Nadeschda Andrejewna Tolokonnikowa

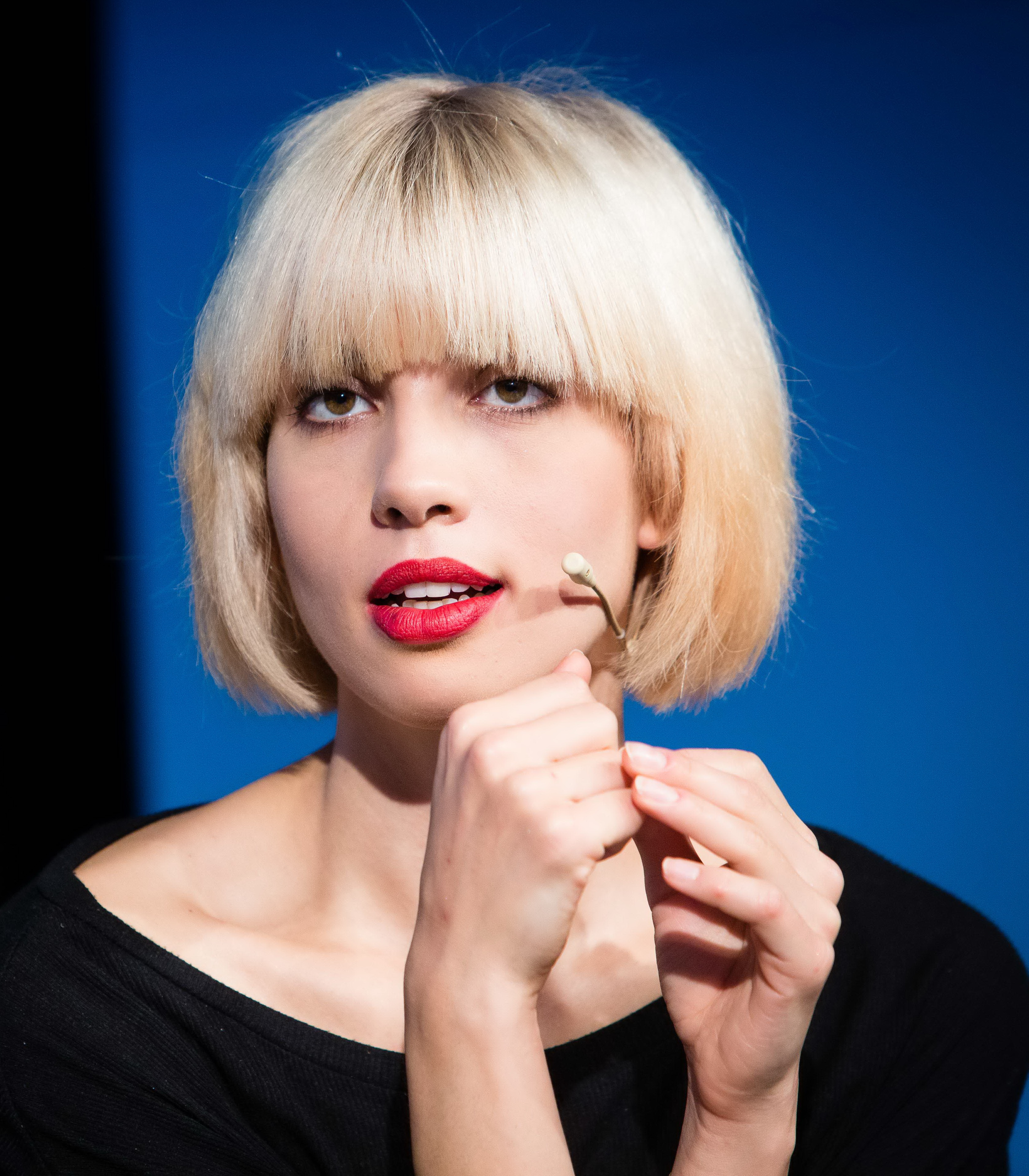
Tolokonnikowa auf der re:publica 2015

Nadeschda Andrejewna Tolokonnikowa (russisch Наде́жда Андре́евна Толоко́нникова; anhörenⓘ; * 7. November 1989 in Norilsk, Sowjetunion) ist eine russische politische Aktivistin und Performancekünstlerin. Internationale Bekanntheit erlangte sie als Mitglied von Pussy Riot.

## Leben
Nadeschda Tolokonnikowa wuchs ab ihrem vierten Lebensjahr bei ihrer Großmutter väterlicherseits in Moskau auf, die insbesondere ihre politische Haltung sehr prägte. Als Kind war sie sehr scheu und introvertiert. Von ihrem Vater Andrej, zu dem sie ein sehr enges Verhältnis hat, wurde sie nach ihrer Inhaftierung und Verurteilung in der Öffentlichkeit vollumfänglich unterstützt. Er besuchte sie während der Inhaftierung und brachte ihr ein Bildnis der Muttergottes: „Sie war mir wichtig, weil mein Vater und ich seit je eine starke Tradition in unserer Familie aufrechterhalten haben: Immer wenn wir zusammen in eine Kirche gegangen sind, haben wir eine Ikone gekauft, die uns besonders gut gefiel. So ist mit der Zeit bei uns zu Hause eine richtige Ikonensammlung zusammengekommen. Wenn Sie so wollen, liegen da meine geistigen Wurzeln.“

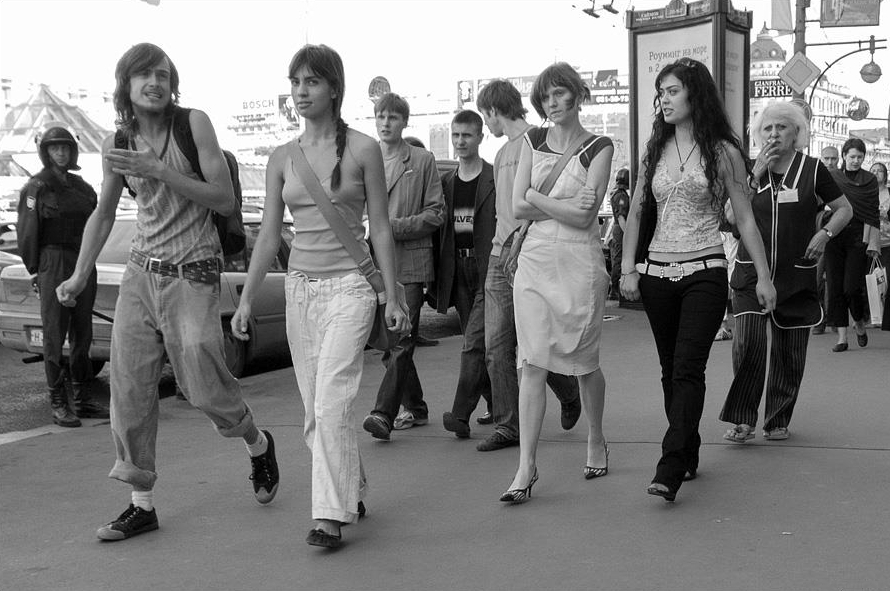
Tolokonnikowa und Wersilow auf einer Kundgebung im Juni 2007

An der Moskauer Lomonossow-Universität studierte Tolokonnikowa Philosophie. Sie ist Mutter einer Tochter (* 2008) und war mit dem Künstler und Politaktivisten Pjotr Wersilow verheiratet, den sie zu Beginn ihres Studiums kennengelernt hatte. Auf Vorwürfe, sie und ihr Mann hätten ihre Tochter wegen ihrer politischen Aktionen vernachlässigt und zu Demonstrationen mitgenommen, entgegnete Tolokonnikowa in einem Interview: „Solch eine Frage würde man einem Mann nie stellen … Dahinter steckt eine zutiefst paternalistische Sicht. Immer noch wird versucht, Frauen auf ihr Privatleben zu reduzieren, auf Mann und Kinder, Heim und Herd. Sicher macht jede beruflich aktive Frau Abstriche bei ihren Kindern. Das ist bei mir als Politaktivistin nicht anders als bei Geschäftsfrauen, von denen es in Russland Gott sei Dank mehr und mehr gibt. Oder bei einer Ministerin. Und nicht zuletzt kämpfen wir ja für Veränderungen, damit unsere Kinder einmal in einem besseren Russland leben.“
Am 30. Dezember 2021 wurde Tolokonnikowa auf die Liste der „ausländischen Agenten“ gesetzt und im Jahr 2023 auf die Liste der meistgesuchten Kriminellen Russlands aufgenommen. 2024 heiratete sie John Caldwell. Ihren Wohnort gibt sie aus Sicherheitsgründen nicht bekannt.

## Künstlerkollektiv Woina
Tolokonnikowa war von 2007 bis 2011 Mitglied des Woina-Kollektivs, mit dem sie an zahlreichen öffentlichen, meist regierungskritischen Aktionen teilnahm. So versuchte sie mit anderen Aktivisten unter anderem, den Prozess gegen den damaligen Direktor des Sacharow-Zentrums, Juri Samodurow, zu unterbrechen, indem sie im Gerichtssaal einen satirischen Song aufführten. Im Frühjahr 2008, einen Tag vor der Wahl von Dmitri Medwedew, nahm Tolokonnikowa schwanger mit ihrem Mann und anderen Woina-Mitgliedern an einer Performance im Biologischen Museum in Moskau teil – „Fick zur Unterstützung für den Bärchen-Nachfolger“, kommentierten zwei Aktivisten die Protestaktion auf einem handgemalten Plakat. „Bärchen“ ist auf Russisch eine Verballhornung des Namens Medwedjew. Bilder und Videos der Aktion dominierten die russischen Blogger-Webseiten. Der wissenschaftliche Rat der Philosophischen Fakultät der Lomonossow-Universität distanzierte sich öffentlich. Mitbeteiligt war sie unter anderem an Aktionen am Tag der Oktoberrevolution im November 2008 und Anfang 2009 bei der Aktion „Ein Geschenk für Luschkow“, bei der symbolisch und an Klettergurten gesichert, einige usbekische Gastarbeiter und Schwule in einem russischen Supermarkt symbolisch aufgehängt waren, als Reaktion auf die schwulenfeindlichen Äußerungen des Moskauer Bürgermeisters Juri Luschkow und die Morde an Gastarbeitern aus Zentralasien. 2011 nahm Tolokonnikowa an einer Aktion teil, bei der sie mit anderen Woina-Aktivisten Polizistinnen im Dienst überwältigte und zum Kuss nötigte. „Wir wollen die Leute zum Nachdenken bringen“, sagte Tolokonnikowa 2009 in einem Interview, „wir wollen das Regime entsakralisieren“, ergänzte ihr Ehemann.

## Pussy Riot

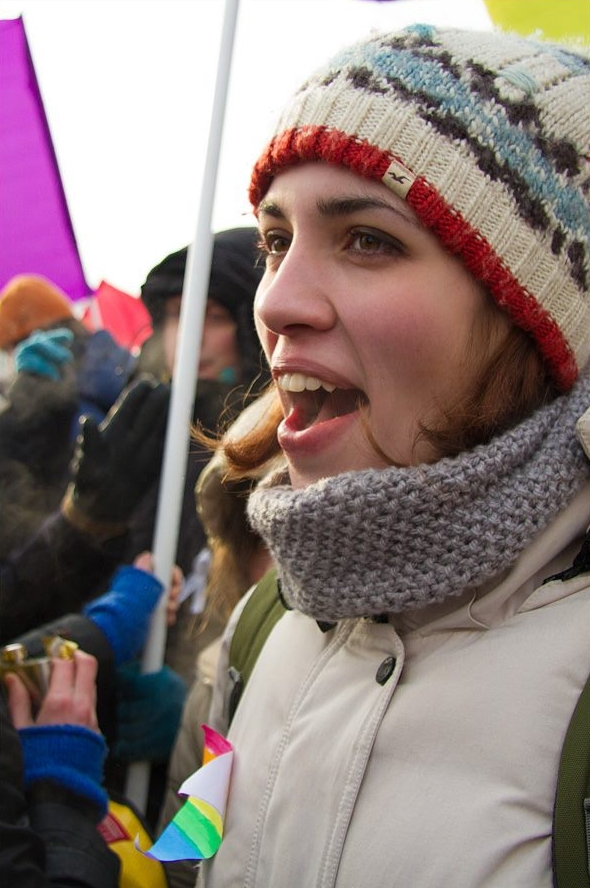
Tolokonnikowa Anfang Februar 2012 in Moskau

Seit Oktober 2011 ist Tolokonnikowa aktives Mitglied von Pussy Riot. Sie beteiligte sich im Vorfeld der russischen Präsidentschaftswahl 2012 an Putin-kritischen Performanceaktionen. Weltweite Aufmerksamkeit erweckte die Gruppe durch das sogenannte „Punk-Gebet“ gegen den russischen Patriarchen Kyrill I. und Wladimir Putin am 21. Februar 2012 in der Christ-Erlöser-Kathedrale in Moskau. Dokumentiert wurden die Vorbereitungen des „Punk-Gebets“ und des Prozesses im russisch-amerikanischen Dokumentarfilm Pussy Riot: A Punk Prayer und der russischen Independentproduktion Pussy vs. Putin sowie im Spielfilm Die Moskauer Prozesse.

### Verhaftung und Verurteilung

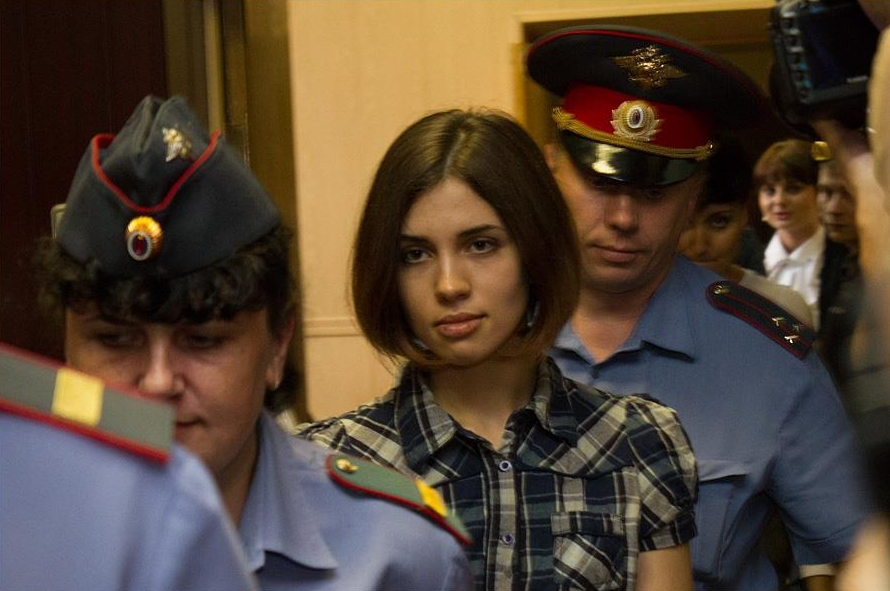
Tolokonnikowa im Juni 2012

Wegen dieser Aktion wurde Tolokonnikowa zusammen mit Maria Aljochina und Jekaterina Samuzewitsch in Untersuchungshaft genommen. Gegen die drei Aktivistinnen wurde Anklage wegen grober Verletzung der öffentlichen Ordnung (Rowdytum), nach Paragraph 213 des russischen Strafgesetzbuchs erhoben. Nachdem ihren Anwälten nur sehr begrenzte Einsicht in die Anklageakten gewährt worden war, traten Tolokonnikowa und Aljochina in einen zweiwöchigen Hungerstreik.

Im Juli 2012 wurden die Ermittlungen beendet und Anklage erhoben. Am 17. August 2012 wurden sie wegen „Rowdytums aus religiösem Hass“ verurteilt, wogegen die drei Aktivistinnen am 27. August 2012 erfolglos Berufung einlegten. Nadeschda Tolokonnikowa erklärte in ihrem Schlussplädoyer: 

„Im Grunde genommen wird in diesem Prozess nicht über die drei Sängerinnen der Gruppe Pussy Riot verhandelt. Wäre es so, dann hätten die Vorgänge hier absolut keine Bedeutung. Dies ist eine Verhandlung über das gesamte Staatssystem der Russischen Föderation, das zu seinem eigenen Unglück in seiner Grausamkeit gegen die Menschen, seiner Gleichgültigkeit gegenüber ihrer Ehre und Würde, so gern das Schlimmste zitiert, was in der russischen Geschichte je geschehen ist. Diese Imitation eines Gerichtsverfahrens kommt dem Muster der „Gerichtstroiken“ der Stalinzeit nahe.“

Trotz anhaltenden Solidaritätskundgebungen nach der Verhaftung und Verurteilung wurde in der russischen Öffentlichkeit der Auftritt von Pussy Riot in der Christ-Erlöser-Kirche mehrheitlich negativ und das Gerichtsurteil vorwiegend zustimmend beurteilt.
Weltweit hingegen erfolgten gegen das Gerichtsverfahren und das -urteil Proteste von Menschenrechtsorganisationen, Politikern und Künstlern, darunter am 23. Juli 2013 ein offener Brief von 100 international bekannten Künstlern, der die Freilassung der Aktivistinnen forderte.

### Straflager und Hungerstreiks

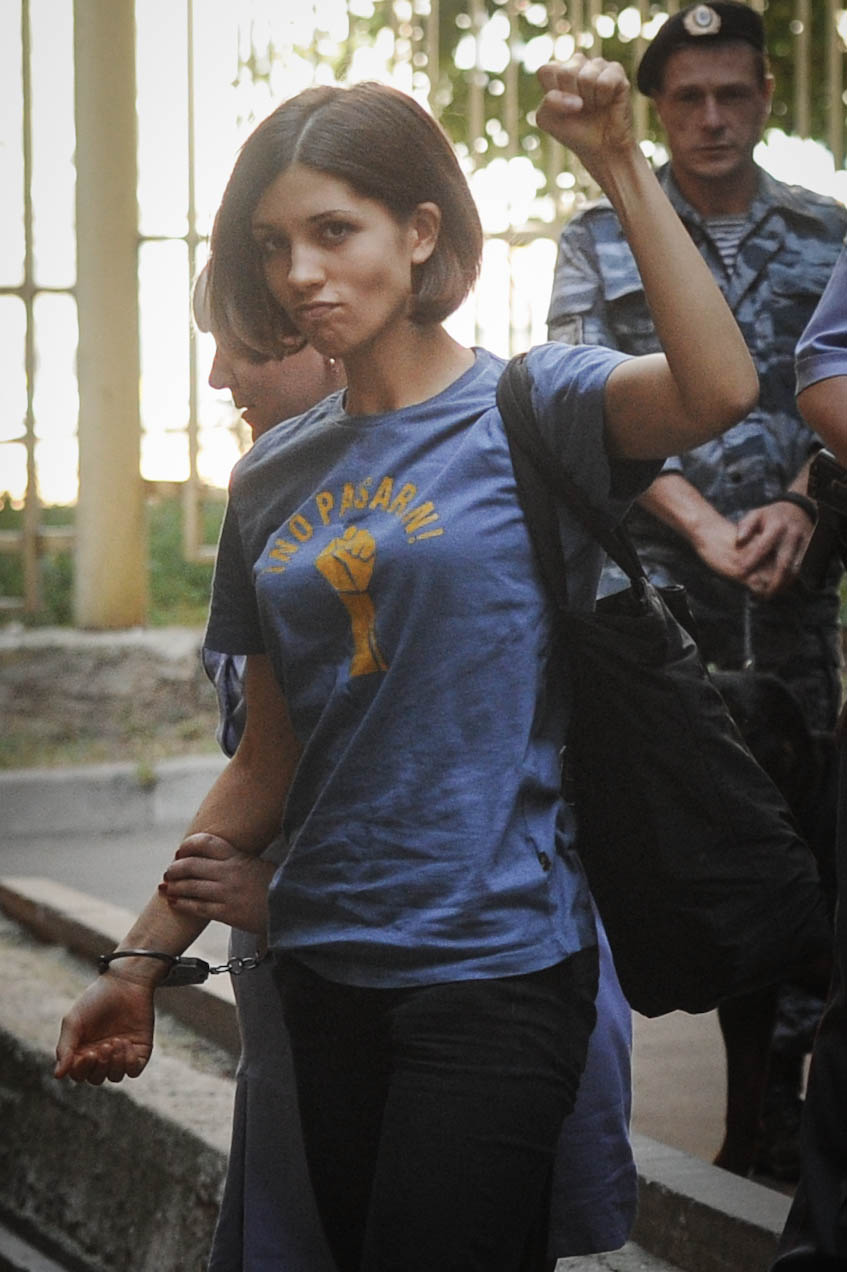
Tolokonnikowa Anfang August 2012 in Moskau

Die Strafe von zwei Jahren Lagerhaft musste Tolokonnikowa im Straflager IK-14 für Frauen in Mordwinien, rund 500 Kilometer entfernt von ihrer in Moskau lebenden Tochter, antreten. „Ich erkenne meine Schuld nicht an und ich werde sie auch niemals anerkennen“, sie werde „bis zum Ende gegen ihre Verurteilung kämpfen und ihren Fall wenn nötig vor den Obersten Gerichtshof des Landes bringen […] sie habe Prinzipien und werde diese verteidigen“, erklärte Tolokonnikowa, nachdem ihr Gesuch vom April 2013 auf vorzeitige Haftentlassung in zweiter Instanz Ende Juli 2013 abgelehnt worden war.
Nach wiederholten Übergriffen von Mitgefangenen und Wachpersonal trat sie am 23. September 2013 in einen neuerlichen Hungerstreik, auch aus Protest gegen die schlechten Haftbedingungen für sie und ihre Mitgefangenen, wie sie in einem offenen Brief erklärte. Laut Tolokonnikowa werden die inhaftierten Frauen gezwungen, bis zu 17 Stunden am Tag zu arbeiten, sie habe sich mehrfach beschwert und sei vom Gefängnisleiter mit dem Tod bedroht worden. Die Menschenrechtsorganisation Human Rights Watch beurteile Tolokonnikowas Vorwürfe als „extrem ernst und beunruhigend“. Nachdem sich ihr Gesundheitszustand massiv verschlechtert hatte, wurde Tolokonnikowa am 29. September 2013 von der Krankenstation in das dem Haftlager angegliederte Krankenhaus verlegt.
Nach ihrer Rückverlegung ins Straflager IK-14 nahm sie ihren Hungerstreik Anfang Oktober 2013 wieder auf. Die russische Strafvollzugsbehörde gab am 18. Oktober 2013 bekannt, dass Tolokonnikowa ihre zweijährige Haftstrafe bis März 2014 aufgrund ihrer „Beschwerden über Drohungen von Mitgefangenen und Wärtern“ in einem anderen Straflager verbüßen soll. Pjotr Wersilow erwähnte am 2. November 2013 anlässlich einer Demonstration gegen die weitere Inhaftierung von Nadeschda Tolokonnikowa im Straflager IK-14, dass er seit elf Tagen keinen Kontakt zu seiner Ehefrau beziehungsweise ihre Familie seit ihrer Verlegung keinen Kontakt gehabt habe. Am 5. November 2013 wurde bekannt, dass Tolokonnikowa im Straflager IK-50 im mehr als 4.000 Kilometer von ihrer Tochter entfernten sibirischen Städtchen Nischni Ingasch untergebracht wurde. Am 7. November 2013 beantragte ihre Verteidigerin beim Obersten Gerichtshof Russlands die sofortige Freilassung: „Wir verlangen die Aufhebung des Urteils“, wird Irina Chrounowa zitiert, „sie selbst wisse nicht genau, wo sich Tolokonnikowa befindet … Für den Gefangenentransfer gibt es keine Fristen, es kann also lange dauern“. Amnesty International hatte einen Tag zuvor gefordert, dass Tolokonnikowas Familie „sofort“ über Tolokonnikowas Standort informiert werden soll, „wir befürchten, dass ihr eine Sanktion auferlegt wurde, weil sie sich beklagt hat“. Nachdem Wersilow zuletzt vor sechs Wochen mit ihr gesprochen hatte, konnte er am 14. November 2013 mit seiner Ehefrau telefonieren und sie in Nischni Ingasch besuchen. Ihre Tochter lebte währenddessen in Moskau bei ihren Großeltern.

### Überprüfung des Gerichtsurteils
Der Oberste Gerichtshof hatte Anfang Dezember 2013 die Überprüfung der Urteile gegen die Inhaftierung von Maria Aljochina und Nadeschda Tolokonnikowa angeordnet. Der im Urteil genannte Teilaspekt „Hass“ sei nicht ausreichend bewiesen worden, urteilte Russlands Oberster Gerichtshof und verwies das Urteil an das zuständige Moskauer Gericht zurück. Außerdem seien „weder das junge Alter der Angeklagten, noch ihre familiäre Situation oder die Gewaltfreiheit ihrer Taten berücksichtigt“ worden – Aljochina und Tolokonnikowa sind Mütter kleiner Kinder, womit nach russischem Recht ein Strafaufschub möglich gewesen wäre. „Zudem fehle ein stichhaltiges Motiv für die Anklage. Demnach stimmte auch die schriftliche Fassung des Urteils nicht mit dem im Gerichtssaal im August 2012 verlesenen Richterspruch überein.“ Für Tolokonnikowa und Aljochina war die Anordnung des Obersten Gerichtshofs ein wichtiger Teilerfolg, nachdem der Justiz wiederholt politisch gesteuerte Willkür vorgeworfen worden war. Der russische Menschenrechtsbeauftragte Wladimir Petrowitsch Lukin, der die Beschwerde beim Obersten Gericht im Namen der inhaftierten Aktivistinnen eingereicht hatte, und die Anwälte von Pussy Riot hofften daher auf eine baldige Freilassung der Frauen.

### Begnadigung
Die Duma hat am 17. Dezember 2013, im Vorfeld der Olympischen Winterspiele 2014 in Sotschi, über eine Amnestie für 25.000 in Russland Inhaftierte beraten, in deren Folge auch die Pussy-Riot-Aktivistinnen ungeachtet der Überprüfung des Gerichtsurteils freigelassen werden sollten. Offizieller Grund für die Amnestie waren die Feierlichkeiten zum 20. Jahrestag der russischen Verfassung am 12. Dezember. Putin bestätigte im Rahmen einer Pressekonferenz am 19. Dezember 2013, dass die Amnestie auch für die inhaftierten Pussy-Riot-Mitglieder gelte; wie schnell diese umgesetzt werden würde, war zunächst nicht bekannt. Zu Pussy Riot erklärte der russische Präsident bei der Jahrespressekonferenz: „Sie tun mir nicht leid, dass sie in einer Haftanstalt gelandet sind, auch wenn das nichts Gutes ist. Sie tun mir leid, dass sie überhaupt diese Ungeheuerlichkeit, die meiner Ansicht nach Frauen entwürdigt, begangen haben. Die Amnestie sei auch keine Überprüfung des Urteils“, betonte Putin. „Sie können theoretisch noch heute herauskommen“, erklärte Irina Chrunowa, die Anwältin von Aljochina und Tolokonnikowa, vor Putins Ankündigung. Die Angehörigen der beiden Aktivistinnen reisten daraufhin zu den jeweiligen Straflagern.

### Freilassung
Einige Stunden nach Maria Aljochina wurde am Vormittag des 23. Dezember 2013 auch Nadeschda Tolokonnikowa freigelassen. „Das ist kein humanitärer Akt, das ist ein PR-Trick“, äußerte sich Aljochina gegenüber dem russischen Fernsehsender Doschd in Hinblick auf das Amnestiegesetz. Internationale Experten betrachten die Amnestie zum 20. Jahrestag der russischen Verfassung als Versuch Putins, vor den Olympischen Winterspielen in Sotschi „Kritiker im Westen zu besänftigen“. „Russland ist nach dem Modell einer Strafkolonie aufgebaut'“, sagte Tolokonnikowa kurz nach ihrer Freilassung vor Journalisten, „Straflager und Gefängnisse sind das Gesicht des Landes, und um das Land zu verändern, müsse auch das Strafvollzugssystem geändert werden.“ Sie wolle sich gemeinsam mit Aljochina vor allem für die Rechte von in Russland inhaftierten Gefangenen einsetzen. Gegenüber dem Fernsehen präzisierte Tolokonnikowa, sie sehe in Aljochinas und ihrer „Freilassung nur wenige Monate vor Ablauf ihrer Haftstrafe nichts weiter als eine kosmetische Maßnahme Putins vor den Olympischen Spielen in Sotschi“ und sie „rufe die Europäer auf zum Boykott der Spiele, zu Ehrlichkeit und dazu, sich nicht für russisches Öl und Gas zu verkaufen.“
Offen bleibt die Frage einer Rehabilitierung aufgrund der vom Obersten Gerichtshof unterstützten Beschwerde und der Zurückweisung des erstinstanzlichen Urteils.

## Olympische Winterspiele in Sotschi

### Verhaftung am 17. Februar 2014
Nachdem Tolokonnikowa bereits bei ihrer Freilassung zum Boykott der Olympischen Winterspiele in Sotschi aufgerufen hatte, teilte sie am 18. Februar 2014 mit, sie sei zusammen mit Aljochina und einer dritten Aktivistin in Sotschi inhaftiert worden: „Im Augenblick der Festnahme haben wir keinerlei Aktionen gemacht, wir sind in Sotschi spazieren gegangen … mit dem Ziel, einen Pussy-Riot-Protest aufzuführen. Das Lied hat den Titel: ‹Putin wird euch lehren, das Mutterland zu lieben›.“ Aljochina bestätigte ebenfalls via Twitter, festgenommen worden zu sein: Bei ihrer Festnahme am frühen Nachmittag des 17. Februars hätten die Sicherheitskräfte Gewalt angewendet. Im Laufe des 18. Februar wurden die Aktivistinnen aus der Polizeiwache beim Olympiapark freigelassen. Den Frauen werde Diebstahl vorgeworfen, sagte Semjon Simonow, der Leiter der örtlichen Filiale der Menschenrechtsorganisation Memorial, der nach eigenen Angaben bei der Festnahme anwesend war. Auch Evgeni Feldman, Journalist bei der Zeitung Nowaja gaseta, bestätigte die Verhaftung. Drei der insgesamt sieben Verhafteten wurden am 18. Februar freigelassen, unter ihnen auch Tolokonnikowa und Aljochina, wie ein Reporter der Nachrichtenagentur Agence France-Presse berichtete. Evgeni Feldman bestätigte via Twitter seine Freilassung und die der übrigen Regierungskritiker. Angeblich wurde der Vorwurf von einem Hotel erhoben; nach offiziellen Angaben erfolgte die Verhaftung, um sie als Zeugen zu einem Diebstahl in dem Hotel, in dem sie wohnten, zu befragen. Tolokonnikowa hatte über Twitter eine Aktion in Sotschi angekündigt.

### Tätlicher Übergriff durch eine Miliz der russischen Sicherheitskräfte
Am 19. Februar 2014 wurden sieben Mitglieder von Pussy Riot bei der Vorbereitung eines Auftritts im Olympiapark von Sotschi Opfer eines schweren tätlichen Angriffs durch eine Miliz der offiziellen russischen Sicherheitskräfte. Ungefähr zehn Milizionäre haben den Versuch der Aktivistinnen unterbunden, vor einem Olympiaplakat in Sotschi einen Protestsong aufzuführen, als fünf Frauen und ein Mann die bei Aktionen von Pussy Riot typischen Skimützen aufsetzten sowie eine Gitarre und ein Mikrofon herausholten. Ein Beamter setzte Pfefferspray ein, ein anderer schlug mit einer „Pferdepeitsche“ um sich. Nadeschda Tolokonnikowa wurde am Boden liegend von einem Milizionär mit einer gemäß veröffentlichter Bilder sogenannten Kantschu geschlagen; ein am Auftritt beteiligter Mann hatte nach dem Übergriff ein blutüberströmtes Gesicht, was neben Fotografien und Videoaufnahmen auch von einem Journalisten von Associated Press bestätigt wurde. Aljochina und Tolokonnikowa wurden in ein Krankenhaus eingeliefert und am folgenden Tag entlassen.
Gouverneur Alexander Tkatschow nahm am 19. Februar 2014 öffentlich Stellung: „Die Ideen dieser Gruppe werden von der überwältigenden Mehrheit der Bevölkerung nicht unterstützt. Dennoch sollten alle Schuldigen, die an diesem Vorfall beteiligt waren, bestraft werden.“ Er kündigte eine sorgfältige Untersuchung an.
Das Internationale Olympische Komitee (IOC) zeigte sich angesichts des Übergriffs als „sehr beunruhigt“, wie IOC-Pressesprecher Mark Adams am 20. Februar 2014 erklärte. Er betonte, dass Informationen über den Zwischenfall angefordert wurden, die Zuständigkeit aber nicht beim IOC liege. Nach seinen Informationen habe sich der Gouverneur der Region Krasnodar bereits für die Vorgehensweise der Sicherheitskräfte entschuldigt. Dass im Video des Protestsongs „Putin will dir Liebe zum Mutterland beibringen“ die Aktivistinnen vor den olympischen Ringen zu sehen sind, erregte seinen Unmut: „Es ist eine Schande, wie die Olympischen Spiele als politische Bühne missbraucht wurden“, erklärte Adams, aber auch, dass sich diese Einschätzung auf beide Seiten beziehe.

### Protestvideo aus der Olympiastadt
Das Protestvideo aus der Olympiastadt mit dem Titel „Putin wird dir beibringen, die Heimat zu lieben“ ist mit Bildern von Aktionen der Gruppe in Sotschi unterlegt, darunter auch Szenen des Angriffs. „Ihre Behandlung in Sotschi sei symptomatisch für die Unterdrückung von Dissidenten in Russland“, sagte Tolokonnikowa bei einer Pressekonferenz am 20. Februar 2014 in Sotschi, „… die Olympischen Spiele haben den Polizeistaat in ein totalitäres Regime mit vorauseilenden Festnahmen verwandelt. Die Olympischen Spiele haben ein Umfeld massiver Menschenrechtsverletzungen in Russland geschaffen. Uns wird verboten, hier unsere Meinung zu sagen.“ Die Protestaktionen der vergangenen Woche seien Teil eines aktiven Boykotts der Spiele.
Im Video ließen sie ihre Erlebnisse in Sotschi einfließen: „Sotschi abgeriegelt / der Olymp unter Beobachtung / durch Gewehre und Massen von Polizisten“, wird im Text erwähnt. „Ist das Euer Ernst? Peitscht die Polizei in Russland Pussy Riot wirklich dafür aus, dass sie auf der Straße Musik machen“, kommentierte Madonna auf Twitter das Vorgehen der Sicherheitskräfte in Sotschi.

## Engagement für bessere Haftbedingungen in russischen Gefängnissen

### Tolokonnikowas Erfahrungen
Ihre Erfahrungen in den beiden Straflagern schilderte Tolokonnikowa in einem Interview nach ihrer Begnadigung. Sie erläuterte, dass sie im Lager in erster Linie mit Frauen aus der gegenüber ihren Aktionen negativ eingestellten Bevölkerungsmehrheit zusammengelebt habe. „Und wenn ich den Frauen dort unsere Aktion erklärt habe, waren sie schnell auf unserer Seite. Die Menschen in Russland können zwischen Wahrheit und Lüge unterscheiden. Moderne Kunst hat zudem immer negative Reaktionen hervorgerufen. Wir sind ja nicht ein 100-Dollar-Schein, der jedem gefällt. Im Gegenteil: Es ist Aufgabe des modernen Künstlers, die Gesellschaft zu provozieren und zu spalten … Ich verstehe Russland jetzt viel besser, einfach weil ich es dort mit Frauen aus sozialen Gruppen zu tun hatte, die ich sonst nie getroffen hätte. Das ist für eine Politaktivistin wie mich ziemlich wichtig. Außerdem habe ich eine große innere Ruhe gewonnen, eben die Gelassenheit eines Häftlings.“ Tolokonnikowa schilderte ihre Behandlung als „fürchterlich. Man hat alles versucht, um mich zu brechen und zum Schweigen zu bringen. Am schlimmsten und kaum auszuhalten waren die Kollektivstrafen. Wegen einer kleinen Geste oder wenn ich die Lagerleitung aufforderte, das Gesetz einzuhalten, sind gleich hundert Leute ins Strafbataillon abkommandiert worden. Dort waren Schläge an der Tagesordnung. Ich wurde besser behandelt als andere, einfach weil die öffentliche Aufmerksamkeit so hoch war. Bei mir hat man sich auch an die gesetzlich vorgeschriebene Arbeitszeit von acht Stunden gehalten. Die anderen Frauen mussten oft bis zu 16 Stunden lang malochen.“ Auf ihren eigenen Erfahrungen basiere Tolokonnikowas Ansatz für ihr Engagement: „Ich erhebe hier jetzt keinen Anspruch auf die letzte Wahrheit. Aber nötig wären: mehr Sport, eine größere Auswahl unter den Arbeiten, entsprechend den Talenten und Neigungen der Häftlinge, eine angemessene Bezahlung, so dass man sich ohne Unterstützung von außen auch mal etwas kaufen kann. Ich habe gerade mal 25 Rubel im Monat bekommen, dafür dass ich tagaus tagein Uniformen genäht habe. Das sind in Euro umgerechnet 60 Cent. Hätte ich nicht Lebensmittelpakete erhalten, wäre es mir schlecht ergangen. Ganz dringend müsste auch dafür gesorgt werden, dass Gefangene Mithäftlinge nicht fertigmachen. Auch Bildungsmaßnahmen finde ich wichtig: Warum soll nicht mal eine Theatertruppe im Knast zu Gast sein?“

### Vorbereitungen
An einer gemeinsamen Pressekonferenz in Moskau bestätigten Aljochina und Tolokonnikowa am 27. Dezember 2013, sich für bessere Haftbedingungen in russischen Gefängnissen einsetzen zu wollen. Aus eigener Erfahrung kritisierten sie den Strafvollzug in Russland und die Vertuschung von Menschenrechtsverletzungen und daher seien weitere Aktionen gegen die Regierung Putins in Planung. „Wir haben uns in Krasnojarsk getroffen, um über ein neues Projekt zu sprechen“, antwortete Tolokonnikowa auf eine Publikumsfrage, finanzieren wollen sie ihr Projekt mittels Crowdfunding. Angesprochen auf Wladimir Putin entgegnete Tolokonnikowa: „Ich würde mir Michail Chodorkowski auf diesem Posten wünschen.“ Chodorkowski warnte die Aktivistinnen schriftlich vor Hass und Groll und gratulierte ihnen zur Freilassung: „Ich bin froh zu hören, dass die Folter, die eines europäischen Staates im 21. Jahrhundert unwürdig ist, nun zu Ende ist.“ Auch er hatte angedeutet, sich für russische Häftlinge einsetzen zu wollen. Gegenüber dem Spiegel präzisierte sie kurz nach ihrer Freilassung: „Unsere Lebenswege sind sehr unterschiedlich. Wir haben nur eines gemeinsam: die Lagererfahrung. Ich hoffe, dass sie bei uns Pussy-Riot-Aktivistinnen dazu führt, dass wir uns mit aller Kraft für die Freilassung Unschuldiger, für die Verbesserung der Haftbedingungen und ein demokratischeres politisches System in Russland einsetzen. Wenn Chodorkowski unsere Projekte unterstützen will, bitte. Wir werden ihn oder andere aber bestimmt nicht um finanzielle Hilfen bitten. Natürlich hat er länger und unter härteren Bedingungen im Knast gesessen als ich. Vielleicht wäre Michail Chodorkowski auch nicht der schlechteste Präsident für unser Land.“
Tolokonnikowa und Aljochina planten nach eigenen Angaben, mit dem bekannten oppositionellen Blogger Alexei Nawalny zusammenzuarbeiten, der für das Amt des Moskauer Bürgermeisters kandidiert hatte. „Wir sind in diesem Moment nicht Pussy Riot“, antwortete Tolokonnikowa auf die Frage nach der Zukunft von Pussy Riot, „wir haben uns entschieden, uns von [der Marke] Pussy Riot zu lösen“.

### Zone des Rechts(Sona prawa)
Während ihres Besuchs in Berlin besuchten Tolokonnikowa und Aljochina am 12. Februar 2014 die Bundestagsfraktion Bündnis 90/Die Grünen. Marieluise Beck, Sprecherin für Osteuropapolitik, hatten sie im August 2012 im Chamowniki-Gericht in Moskau bereits einmal gesehen. Beck wohnte der Urteilsverkündung bei und kritisierte den politischen Charakter des Prozesses.
Tolokonnikowas und Aljochinas Nichtregierungsorganisation „Zone des Rechts“ beabsichtigt, gegen die unmenschlichen Bedingungen und die Willkür im russischen Strafvollzug zu kämpfen. Beim Treffen in Berlin ging es in erster Linie darum, wie das Leid von inhaftierten russischen Frauen in die Öffentlichkeit getragen werden kann. Marieluise Beck versicherte den beiden Aktivistinnen, dass die Grünen im Bundestag aber auch im Rahmen des Europarats die Haftbedingungen im russischen Strafvollzug zum Thema machen werden.
„Zone des Rechts“ (Sona prawa) wurde als Name gewählt, weil Zone in Russland das geläufige Wort für Strafkolonien ist und weil wir wollen, dass dort Gesetze und Menschenrechte geachtet werden. Die Bürokraten, die für unser Strafsystem verantwortlich sind, sollten sich vom Humanismus leiten lassen und nicht vom Prinzip der Knute.

## Weitere Aktivitäten
Im Rahmen der Pressekonferenz der jährlich stattfindenden Filmgala Cinema for Peace erwähnte Tolokonnikowa eine mögliche Kandidatur für das Moskauer Stadtparlament: „Es ist einen Versuch wert“, antwortete sie am 17. Februar 2014 und erklärte, dass sich Jekaterina Samuzewitsch nicht an ihrer Menschenrechtsorganisation „Zone des Rechts“ beteilige.
Nach der Präsentation des Protestvideos in Sotschi kehrten die Aktivistinnen nach Moskau zurück, um sich bei den Urteilsverkündungen gegen die 27 Demonstranten, die nach Krawallen am Tag vor der Vereidigung Putins festgenommen worden waren, mit den Angeklagten solidarisch zu zeigen. Mit dem Protest in Sotschi haben sie auch auf die Bolotnaja-Prozesse aufmerksam machen wollen – Tolokonnikowa bezeichnete dies als „die größte Schande des modernen Russland“. Während der Proteste gegen die Urteilsverkündung wurde Tolokonnikowa, zusammen mit anderen Teilnehmern, am 24. Februar 2014 in Moskau kurzfristig in Haft genommen.
In Nischni Nowgorod wurden Aljochina und Tolokonnikowa am 6. März 2014 die Opfer eines Übergriffs von Unbekannten, wobei sie mit grüner Farbe bespritzt, mit Müll überschüttet und beschimpft wurden. Die Angreifer trugen Sankt-Georgs-Bänder und sollen ihnen zugerufen haben, in die USA zu gehen. Tolokonnikowa soll durch den Angriff Verätzungen im Gesicht erlitten haben. Am 14. März 2014 wurden Aljochina und Tolokonnikowa in einem Café erneut von nicht identifizierten Männern mit Farbe angegriffen. Aljochina ließ mitteilen: „Sie haben mich an den Haaren festgehalten, um mir etwas ins Auge zu spritzen.“
Die beiden Aktivistinnen wollten in einem Straflager in Mordwinien überprüfen, ob die Rechte der Häftlinge eingehalten werden.
Bei der Großdemonstration in Moskau gegen die Politik der russischen Regierung in der völkerrechtswidrigen Annexion der Krim durch Russland äußerte sich Tolokonnikowa am 15. März 2014 als eine der Rednerinnen so: „Es gelte die Geschichte zu ändern, Wahrheit und Freiheit seien dazu notwendig.“
Die norwegische Nachrichtenagentur Norsk Telegrambyrå (NTB) erwähnte den Besuch einer Haftanstalt in Oslo und die Vorstellung von „Sona Prawa“ beim Literaturfestivals in Lillehammer. Zusammen mit Aljochina nahm Tolokonnikowa am 23. März 2014 bei der deutschen Aufführung des Dokumentarfilms Pussy vs. Putin in München teil. Der Film des russischen Filmkollektivs Gogol’s Wives bleibe gemäß Veranstaltern näher an den Aktivistinnen als die Dokumentation Pussy Riot: A Punk Prayer. Die beiden Aktivistinnen wurden zur Präsentation des Films beim 37. Internationalen Filmfestival nach Göteborg eingeladen. Aljochina und Tolokonnikowa planten zusammen mit den beiden Regisseuren, die nach ihren Angaben objektive Insider-Schilderung im norwegischen Bergen zu präsentieren. In den folgenden Monaten wurden die beiden Aktivistinnen zu Besuchen in die USA und nach Großbritannien zur Präsentation der beiden Filme und von „Sona Prawa“ eingeladen.
Am 5. Dezember 2014 erhielten Aljochina und Tolokonnikowa zusammen mit dem ukrainischen Autor Jurij Andruchowytsch den Hannah-Arendt-Preis für politisches Denken von der Freien Hansestadt Bremen und der Heinrich-Böll-Stiftung verliehen. Die Freie Hansestadt Bremen gab in der Pressemeldung bekannt: Die Preisträgerinnen und der Preisträger leben und arbeiten im postimperialen Raum der aufgelösten Sowjetunion und wenden sich gegen den Versuch, in der Ukraine und in Russland alte Herrschaftsverhältnisse wiederherzustellen und die politischen Freiheiten abzuschaffen. Dabei sind freilich die Bedingungen in der unabhängigen Ukraine andere als in Russland, das unter Putin dabei ist, in die Fußstapfen der vorangegangenen zaristischen und sowjetischen Gewaltregime zu treten.

## Ausstellung
Das OffeneKulturhaus Oberösterreich in Linz zeigt seit Juni 2024 Tolokonnikowas erste museale Einzelausstellung. Zentrale Themen von Rage sind der Widerstand gegen autoritäre Regime und patriarchale Strukturen.

## Auszeichnungen
- 2014: Hannah-Arendt-Preis für politisches Denken[65][64][63]

## Veröffentlichungen
- Comradely Greetings: The Prison Letters of Nadya and Slavoj (mit Slavoj Žižek). Verso, London, New York 2014.
- Anleitung für eine Revolution. Hanser, Berlin 2016, ISBN 978-3-446-24774-1.
- Read & Riot: A Pussy Riot Guide to Activism. HarperOne 2018, ISBN 978-0-06274-158-5.